# Coelostoma bhutanicum
Coelostoma bhutanicum – gatunek chrząszcza z rodziny kałużnicowatych i podrodziny Sphaeridiinae. Występuje na subkontynencie indyjskim i w Azji Wschodniej.

## Taksonomia
Gatunek ten opisany został po raz pierwszy w 1972 roku przez K.P. Jayaswala na łamach „Zoologischer Anzeiger”. Jako miejsce typowe wskazano Ganga lakha w Bhutanie. Epitet gatunkowy pochodzi od lokalizacji typowej.  

## Morfologia
Chrząszcz o ciele długości od 4,7 do 5,8 mm i szerokości od 2,8 do 3,5 mm, szeroko-owalnym w zarysie, przeciętnie wysklepionym. Głowę ma czarną z żółtawobrązowymi narządami gębowymi, brązowymi buławkami i żółtawobrązowymi pozostałymi częściami czułków. Wierzch głowy jest gęsto pokryty niezmodyfikowanymi punktami. Przedni brzeg nadustka jest łukowaty. Oczy są duże, na przedzie wykrojone. Przedplecze jest ciemnobrązowe do czarnego ze słabo rozjaśnionymi krawędziami, pokryte nieco drobniejszymi niż głowa i niezmodyfikowanymi punktami. Zarys ma o dwufalistym brzegu przednim, rozwartych kątach przednich, bardzo niewyraźnie urzeźbionych brzegach bocznych, prostych kątach tylnych i dwufalistym brzegu tylnym. Pokrywy są ciemnobrązowe do czarnych, gęsto pokryte niezmodyfikowanymi, przeciętnie grubymi punktami nieukładającymi się w szeregi. Skrzydła tylnej pary są normalnie wykształcone. Spód tułowia jest rudobrązowy. Przedpiersie ma słabo wyniesione na przedzie żeberko. Śródpiersie ma kształt tępego grotu. Zapiersie ma wyniesioną, na przedzie i w tyle nieowłosioną część środkową oraz owłosione boki; jego tylny wyrostek jest rozwidlony. Odnóża cechują się jasnobrązowymi stopami. Spód odwłoka jest rudobrązowy, gęsto owłosiony, o tylnej krawędzi ostatniego sternitu wykrojonej i zaopatrzonej pośrodku w tęgie kolce. Genitalia samca cechują się edeagusem długości od 1 do 1,1 mm, z małą, szerszą niż dłuższą fallobazą, niemal równoległobocznym, na szczycie nieposzerzonym i zaopatrzonym w szeroko-owalny gonopor płatem środkowym oraz dłuższymi od niego, zaokrąglonymi bocznie, prostokątnymi na szczycie wewnętrznej krawędzi paramerami. 

## Ekologia i występowanie
Owad azjatycki, znany z Nepalu, Bhutanu, północnych Indii (w tym ze stanów Uttarakhand, Radżastan, Meghalaya i Kerala), Chin, Japonii i Tajwanu.
Chrząszcz wodny. Spotykany jest na pobrzeżach niewielkich zbiorników wód stojących, wśród korzeni roślin nadbrzeżnych oraz w mule i pod kamieniami w wodach płynących. Żeruje na organizmach roślinnych. Osobniki dorosłe przylatują do sztucznych źródeł światła.